# Frank Krayenbühl

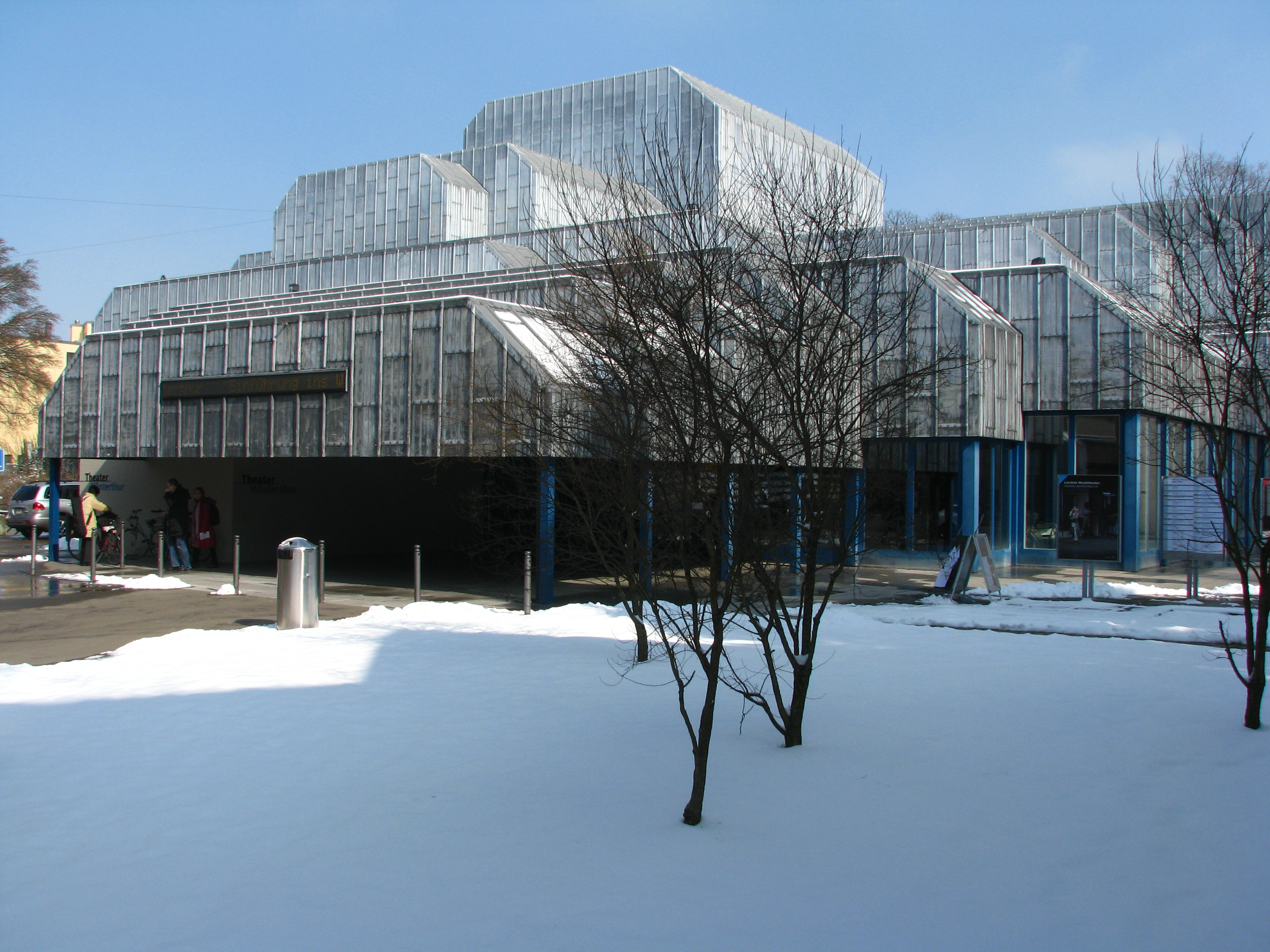
Stadttheater Winterthur, 1976–79

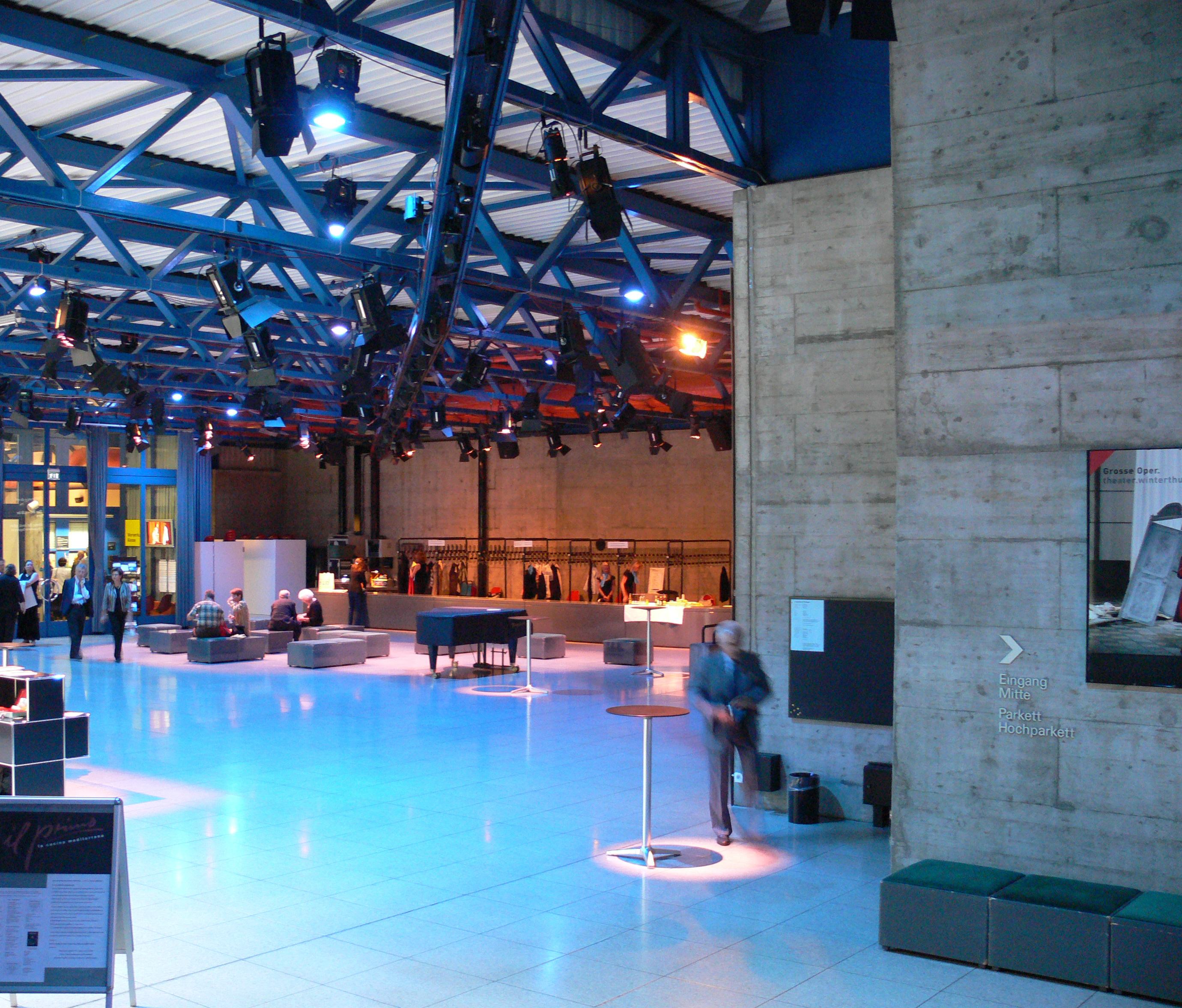
Stadttheater Winterthur, Innenraum, Blick ins Foyer

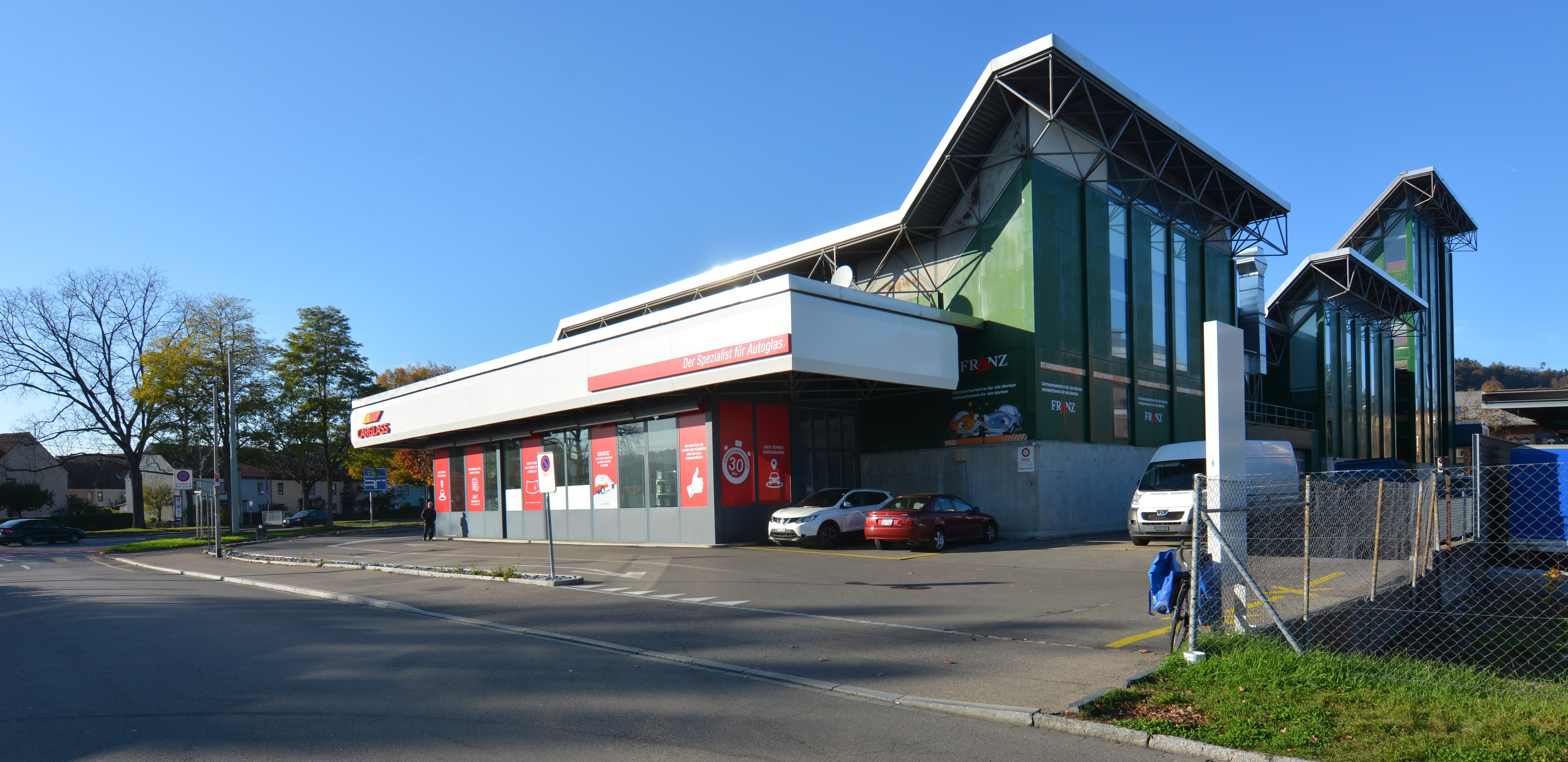
Grossgarage für die Frank AG in Winterthur-Grüze

Frank Fernand Krayenbühl (geb. 4. Juli 1935 in London; gest. 5. Juli 2011) war ein Schweizer Architekt, tätig in den 1960er bis 1990er Jahren, der neben Einzelhäusern und Wohnüberbauungen Spital- und Kulturbauten errichtete.
Der Sohn des Neurochirurgen Hugo Krayenbühl wurde in London geboren und kehrte als Kind in die Schweiz zurück, als sein Vater an die Universität Zürich bzw. ans Neumünsterspital wechselte. Krayenbühl studierte an der ETH Zürich 1957 bis 1960 Architektur und promovierte dort auch im Jahre 1963. 1965 eröffnete er sein eigens Architekturbüro in Zürich, seine wichtigsten Werke stehen aber, neben dem Krankenheim Zürich-Witikon (heute Pflegezentrum Witikon am Kienastenweg) in Winterthur: Das Stadttheater und die Grossgarage Grüze. Seine Bauwerke leben von einem selbstentwickelten Strukturalismus, bei denen »Geometrie als Regelfaktor« eingesetzt wird, der »Stufungen hervorbringt ...«, die wie nach einem Wachstumsmuster gestrickt erscheinen. Dabei entwickeln sich oft offene Grundrisse und ineinanderfliessende Räume, wie z. B. die innere Disposition des Stadttheaters Winterthur verdeutlicht. Dabei lassen sich seine prinzipiell offenen Raumstrukturen oft mittels Stahlbaugittern realisieren, die in die dritte Dimension Dächer und zusätzliche Räume ausbilden können, die funktional bedingt sind und dann die verblüffende Gebäudeform ergeben, wie bei der Grossgarage für die Franz AG in Winterthur-Grüze. 1996 wurde er Zentralvorstand im Präsidium des Bundes Schweizer Architekten, ein Amt, das er umsichtig leitete und in dem er den in lebensbedrohliche Schieflage geratenen hauseigenen Werk Verlag konsolidieren konnte.

## Werkauswahl
- Casa Perbioi, Verzascatal 1969[2]
- Grossgarage Grüze, Winterthur 1971–75
- Theater am Stadtgarten, Winterthur 1976–79
- Krankenheim Witikon, Zürich 1979–83
- Villa Finslerstr. 3, Zürich 1983
- Alterswohnheim am Wildbach, Wetzikon 1988–93
- Casinoareal, Schwyz, 1989–97

## Belege
1. ↑  Christa Zeller: Krayenbühl, Frank Fernand. In: Isabelle Rucki und Dorothee Huber (Hrsg.): Architektenlexikon der Schweiz – 19./20. Jahrhundert. Birkhäuser, Basel 1998, ISBN 3-7643-5261-2. S. 321
2. ↑  Casa Perbioi im Verzascatal TI. In: Werk 6/1969. Juni 1969, S. 394, abgerufen am 26. Oktober 2019.

| Personendaten    | Personendaten             |
| ---------------- | ------------------------- |
| NAME             | Krayenbühl, Frank         |
| ALTERNATIVNAMEN  | Krayenbühl, Frank Fernand |
| KURZBESCHREIBUNG | Schweizer Architekt       |
| GEBURTSDATUM     | 4. Juli 1935              |
| GEBURTSORT       | London                    |
| STERBEDATUM      | 5. Juli 2011              |